# Лоуренс (округ, Пенсільванія)
Шаблон:StateAbbr_ 40°59′ пн. ш. 80°20′ зх. д. / 40.99° пн. ш. 80.33° зх. д.
Округ  Лоуренс (англ. Lawrence County) — округ (графство) у штаті  Пенсільванія, США. Ідентифікатор округу 42073.

## Історія
Округ утворений 1849 року.

## Демографія
За даними перепису 
2000 року 
загальне населення округу становило 94643 осіб, зокрема міського населення було 55960, а сільського — 38683.
Серед мешканців округу чоловіків було 44994, а жінок — 49649. В окрузі було 37091 домогосподарство, 25886 родин, які мешкали в 39635 будинках.
Середній розмір родини становив 3.
Віковий розподіл населення поданий у таблиці:
| Стать    | До 15 років | 15-21 | 22-29 | 30-39 | 40-49 | 50-65 | 65-85 | Понад 85 |
| -------- | ----------- | ----- | ----- | ----- | ----- | ----- | ----- | -------- |
| Чоловіки | 9111        | 4527  | 3770  | 5900  | 7262  | 7208  | 6589  | 627      |
| Жінки    | 8729        | 4565  | 3886  | 6090  | 7442  | 7930  | 9406  | 1601     |

## Суміжні округи
- Мерсер — північ
- Батлер — схід
- Бівер — південь
- Коламбіана — південний захід
- Магонінґ — захід

## Виноски
1. ↑  U.S. Decennial Census. United States Census Bureau. Архів оригіналу за 12 травня 2015. Процитовано 8 березня 2015.
2. ↑  Historical Census Browser. University of Virginia Library. Архів оригіналу за 16 серпня 2012. Процитовано 8 березня 2015.
3. ↑  Forstall, Richard L., ред. (24 березня 1995). Population of Counties by Decennial Census: 1900 to 1990. United States Census Bureau. Архів оригіналу за 20 березня 2015. Процитовано 8 березня 2015.
4. ↑  Census 2000 PHC-T-4. Ranking Tables for Counties: 1990 and 2000 (PDF). United States Census Bureau. 2 квітня 2001. Архів (PDF) оригіналу за 18 грудня 2014. Процитовано 8 березня 2015.
5. ↑  State & County QuickFacts. United States Census Bureau. Архів оригіналу за 13 липня 2011. Процитовано 17 листопада 2013.(англ.) Наведено за англійською вікіпедією.
6. ↑  American FactFinder. Бюро перепису населення США. Архів оригіналу за 26 лютого 2012. Процитовано 31 січня 2008.

| США | Це незавершена стаття з географії США. Ви можете допомогти проєкту, виправивши або дописавши її. |